# علاقات الصين الخارجية

العلاقات الدبلوماسية بين دول العالم وجمهورية الصين الشعبية:
جمهورية الصين الشعبية
دول لها علاقات دبلوماسية مع الصين
دول لها علاقات دبلوماسية مع تايوان
المناطق المتنازع عليها

توجه العلاقات الخارجية لجمهورية الصين الشعبية، المعروفة عمومًا باسم الصين، الطريقة التي تتفاعل بها الصين مع الدول الأجنبية، وتعبر عن نقاط ضعفها وقيمها السياسية والاقتصادية. تمتلك سياسة الصين الخارجية وتفكيرها الاستراتيجي تأثيرًا كبيرًا باعتبارها دولة كبرى وقوة عظمى مرتقبة. تدعي الصين رسميًا أنها «تتبع بثبات سياسة خارجية ذات نهج سلمي مستقل. تهدف هذه السياسة بشكل أساسي إلى الحفاظ على استقلال الصين وسيادتها وسلامتها الإقليمية، وخلق بيئة دولية مواتية للإصلاح والانفتاح وتحديث البناء في الصين، مع الحفاظ على السلام العالمي ودفع التنمية المشتركة». من الأمثلة على قرارات السياسة الخارجية تحت ضوء «السيادة والسلامة الإقليمية»، عدم انخراط جمهورية الصين الشعبية في علاقات دبلوماسية مع أي دولة تعترف بجمهورية الصين (تايوان)، التي لا تعترف جمهورية الصين الشعبية بها على أنها أمة مستقلة.
تُعتبر الصين عضوًا في العديد من المنظمات الدولية، وتحتل مناصب رئيسية مثل العضوية الدائمة في مجلس الأمن التابع للأمم المتحدة. سعت الأهداف الدبلوماسية لجمهورية الصين الشعبية إلى التوسعية في تحقيق الثورة الشيوعية الدولية قبل انتهاء الثورة الثقافية. حلت جمهورية الصين الشعبية محل جمهورية الصين باعتبارها حكومة «الصين» المعترف بها في الأمم المتحدة بعد قرار الجمعية العامة للأمم المتحدة 2758 في أوائل سبعينيات القرن الماضي. وقعت الصين بصفتها قوة نووية على معاهدة الحد من انتشار الأسلحة النووية في الأمم المتحدة. لُخصت السياسة الخارجية للصين اليوم على أنها علاقات إستراتيجية مع الدول المجاورة والقوى العظمى في العالم بهدف السعي من أجل المصلحة الوطنية للصين، وخلق بيئة مواتية للتنمية المحلية للصين في سبيل المنافسة الدائمة في العالم على المدى الطويل.

## مؤسسات السياسة الخارجية
تنفذ وزارة الخارجية السياسة الخارجية للصين مثل معظم الدول الأخرى. ومع ذلك، فإن وزارة الخارجية تابعة للمجموعة الرائدة للشؤون الخارجية التي تقرر اتخاذ القرارات.
يُصاغ الكثير من السياسة الخارجية الصينية في مجمعات التفكير التي ترعى هذه السياسة وتشرف عليها، ولكن بشكل مستقل عن الحكومة رسميًا، على عكس معظم الدول الأخرى. أحد الجوانب المميزة للعلاقات الأمريكية الصينية هو أن الكثير من النقاش حول السياسة الخارجية يحدث بين المحاورين الذين يشكلون مجمعات التفكير، لأن هذه المناقشات غير رسمية، وبالتالي فهي بشكل عام أكثر حرية وأقل تقييدًا من المناقشات التي تحصل بين المسؤولين الحكوميين. تتميز الصين أيضًا بوجود هيئة منفصلة من الفكر الاستراتيجي الصيني ونظرية العلاقات الدولية المختلفة عن النظرية الغربية.

## مفاهيم عالمية
أشار مركز بيو للأبحاث منذ عام 2014 إلى امتلاك 21 دولة من الدول المشمولة باستطلاعه لنظرة إيجابية (50% أو أعلى) تجاه الصين. أكثر عشرة بلدان تنظر إلى الصين بإيجابية هي باكستان (78%)، وتنزانيا (77%)، وبنغلاديش (77%)، وماليزيا (74%)، وكينيا (74%)، وتايلاند (72%)، والسنغال (71%)، ونيجيريا (70%)، وفنزويلا (67%)، وإندونيسيا (66%). وفي الوقت نفسه، أكثر عشر دول مشمولة بالاستطلاع ممن تمتلك نظرة سلبية تجاه الصين (أقل من 50%) هي: اليابان (7%)، وفيتنام (16%)، وتركيا (21%)، وإيطاليا (26%)، وألمانيا (28%)، والهند (31%)، وبولندا (32%)، والأردن (35%)، والولايات المتحدة (35%)، وكولومبيا (38%). كانت وجهة نظر الشعب الصيني تجاه بلدهم إيجابية بنسبة 96%.

## السياسة الخارجية
سافر قادة الصين منذ بداية فترة الإصلاح والانفتاح في عام 1978 بشكل منتظم إلى جميع أنحاء العالم، وسعوا إلى الحصول على مكانة أعلى في الأمم المتحدة من خلال مقعدها الدائم في مجلس الأمن التابع للأمم المتحدة وغيرها من المنظمات متعددة الأطراف.
بذلت الصين جهودًا للحد من التوترات في الأجزاء الآسيوية القريبة منها. أصبحت علاقاتها مع جيرانها الآسيويين مستقرة خلال العقود الأخيرة من القرن العشرين. وقد ساهمت في الاستقرار في شبه الجزيرة الكورية، مشكلةً علاقةً أكثر تعاونًا مع أعضاء رابطة دول جنوب شرق آسيا (آسيان) (بروناي، وكمبوديا، وميانمار، وإندونيسيا، ولاوس، وماليزيا، والفلبين، وسنغافورة، وتايلاند، وفيتنام)، وشاركت أيضًا في المنتدى الإقليمي لآسيان. اتفقت الدول الأعضاء في رابطة دول جنوب شرق آسيا والصين وكوريا الجنوبية واليابان في عام 1997 على إجراء محادثات سنوية لزيادة تعزيز التعاون الإقليمي، ما عُرف لاحقًا باسم اجتماعات الآسيان زائد ثلاثة. عقدت دول «الآسيان زائد ثلاثة» مع الهند وأستراليا ونيوزيلندا قمة شرق آسيا الافتتاحية في عام 2005. تحسنت العلاقات مع فيتنام منذ خوض حرب حدودية مع الحليف الوثيق لمرة واحدة في عام 1979. ما زال نزاع الصين الإقليمي مع جيرانها في جنوب شرق آسيا حول الجزر في بحر الصين الجنوبي دون حل، بشكل مشابه للنزاع الآخر في بحر الصين الشرقي مع اليابان. أثرت هذه الصراعات بشكل سلبي على سمعة الصين في أجزاء كثيرة من العالم.
وطّدت الصين علاقاتها مع روسيا. وقع فلاديمير بوتين وجيانغ زيمين معاهدة صداقة وتعاون في يوليو من عام 2001، هادفين بشكل أساسي إلى العمل معًا كقوة مقابلة للولايات المتحدة الأمريكية. انضمت بعدها كل من روسيا والصين أيضًا إلى دول آسيا الوسطى: كازاخستان، وقيرغيزستان، وطاجيكستان، وأوزبكستان، من أجل تأسيس منظمة شنغهاي للتعاون (SCO) في يونيو من عام 2001. صُممت منظمة شنغهاي للتعاون من أجل تعزيز الاستقرار الإقليمي، والتعاون في سبيل مكافحة الإرهاب في المنطقة.
تحسنت علاقات الصين مع الهند بشكل كبير. لم تكن العلاقات في القرن الحادي والعشرين بين أكبر دولتين من حيث عدد السكان في العالم أكثر انسجامًا قط، ولكنهما بدأتا التعاون في العديد من المجالات الاقتصادية والإستراتيجية، بعد سنوات من المنافسة وعدم الثقة العامة بين البلدين (غالبًا بسبب علاقة الصين الوثيقة مع باكستان وعلاقة الهند الوثيقة مع الاتحاد السوفيتي السابق) وحرب الحدود. ضاعفت الدولتان تجارتهما الاقتصادية في السنوات القليلة الماضية، وأصبحت الصين أكبر شريك تجاري للهند في عام 2010، خطط البلدان أيضًا لاستضافة مناورات بحرية مشتركة. عقدت الصين والهند مفاوضات لأول مرة منذ الحرب الصينية- الهندية في عام 1962 حول أحد النزاعات الحدودية الكبيرة: ومع ذلك، فإن النزاع حول أكساي تشين (الذي كان جزءًا من ولاية جامو وكشمير الهندية) وجنوب التبت (الصين) وأروناجل برديش (الهند) لم تُسوى وكدّرت العلاقات الصينية الهندية. أثارت نيودلهي اعتراضات على المساعدة العسكرية الصينية لخصميها اللدودين باكستان وبنغلاديش المجاورين، في حين عارضت بكين بالمثل تعاون الهند العسكري المتنامي مع اليابان وأستراليا والولايات المتحدة.
تمتلك الصين نزاعات حدودية وبحرية، بما في ذلك مع فيتنام في خليج تونكين واليابان. حلت بكين العديد من هذه الخلافات. على وجه الخصوص في 21 يوليو من عام 2008، إذ حلت روسيا أخيرًا آخر نزاع حدودي متبق على طول حدود 4300 كم بين البلدين من خلال التنازل عن مساحة صغيرة للصين، بالإضافة إلى توصل الصين إلى اتفاقية عام 2000 مع فيتنام في سبيل حل بعض الخلافات حول حدودها البحرية، على الرغم من استمرار وجود الخلافات حول بعض الجزر في بحر الصين الجنوبي.
خلال أواخر تسعينيات القرن العشرين وأوائل القرن الحادي والعشرين، بدا أن السياسة الخارجية الصينية تركز على تحسين العلاقات مع روسيا وأوروبا لخلق ثقل موازن للولايات المتحدة. استندت هذه الإستراتيجية إلى فرضية أن الولايات المتحدة كانت قوة مفرطة يمكن الحد من نفوذها من خلال التحالفات مع القوى الأخرى، مثل روسيا أو الاتحاد الأوروبي. وأعيد النظر في هذا التقييم لقوة الولايات المتحدة بعد تدخل الولايات المتحدة في كوسوفو، ومع اقتراب القرن العشرين من نهايته، تضمنت المناقشة بين مجمعات التفكير في الصين كيفية إعادة توجيه السياسة الخارجية الصينية في عالم أحادي القطب. وحدثت هذه المناقشة أيضًا في سياق المفهوم الأمني الجديد للصين، والذي جادل بأن حقبة ما بعد الحرب الباردة تطلبت من الدول الابتعاد عن التفكير فيما يتعلق بالتحالفات وكتل القوى، والاتجاه نحو التعاون الاقتصادي والدبلوماسي.
لطالما كانت الصين حليفًا وثيقًا لكوريا الشمالية، لكنها وجدت أيضًا شريكًا تجاريًا قيِّمًا في كوريا الجنوبية، وفي نهاية المطاف لعبت دورًا في أوائل العقد الأول من القرن الحادي والعشرين كمؤيد «للمحادثات السداسية» (كوريا الشمالية، وكوريا الجنوبية، وروسيا، واليابان، والولايات المتحدة، والصين) لحل التوترات في شبه الجزيرة الكورية. لعبت الصين دورًا فعالًا في التوسط في المحادثات مع كوريا الشمالية بشأن برنامجها النووي، وفي عام 2003، كانت هناك جهود منسقة من قبل الصين لتحسين العلاقات مع دول أسيان (رابطة دول جنوب شرق آسيا) وتشكيل سوق شرق آسيوي مشترك. كانت جهود السياسة الخارجية هذه جزءًا من مبادرة السياسة الخارجية العامة المعروفة باسم صعود الصين السلمي. وفي 15 نوفمبر عام 2005، زار هو جينتاو سيول وتحدث عن أهمية مساهمات البلدين في السلام والتعاون الإقليمي في التنمية الاقتصادية. يقول منتقدو هو جينتاو إن حكومته كانت عدوانية بشكل مفرط في تأكيد سلطتها الجديدة، وبالغت في تقدير نفوذها، وأثارت حفيظة وخوف العديد من الجيران، بما في ذلك دول جنوب شرق آسيا والهند واليابان. ويقال أيضًا إن مثل هذه السياسات استفزازية تجاه الولايات المتحدة.
ومع ذلك، فإن معارضة الصين لمحاولة اثنين من جيرانها المهمين - الهند واليابان - الحصول على عضوية دائمة في مجلس الأمن التابع للأمم المتحدة أثبتت أنها مصدر إزعاج في علاقات كل منهما. تنظر الصين إلى اليابان، بتأثيرها الاقتصادي والثقافي الكبير في آسيا، على أنها ألد خصومها وشريكها في الدبلوماسية الإقليمية. أقام الجانبان العلاقات الدبلوماسية في عام 1972، وكان الاستثمار الياباني في الصين مهمًا في السنوات الأولى للإصلاحات الاقتصادية في الصين وحتى الآن.
في عام 2019، أجرى مركز بيو للأبحاث مسحًا للرأي الدولي حول الصين من بين 34 دولة شملها الاستطلاع. وأشار الاستطلاع إلى أن متوسط 41% من الدول التي شملها الاستطلاع لديها رأي غير مؤيد للصين، في حين أن متوسط 40% لديها رأي إيجابي. وفي 17 دولة، بما في ذلك إندونيسيا وكندا والسويد وأستراليا والولايات المتحدة والمملكة المتحدة وهولندا ودول أخرى، انخفض متوسط الرأي المؤيد للصين في عام 2019 مقارنة بعام 2018.

### القرن الحادي والعشرون
في اجتماع وطني حول العمل الدبلوماسي في أغسطس عام 2004، أكد الأمين العام للحزب الشيوعي الصيني هو جينتاو أن الصين ستواصل «سياستها الخارجية المستقلة للتنمية السلمية»، مشددًا على الحاجة إلى بيئة دولية سلمية ومستقرة، وخاصة بين جيران الصين، وذلك سيعزز «التعاون متبادل المنفعة» و«التنمية المشتركة». لم يختلف هذا الخط السياسي كثيرًا في النوايا منذ تأسيس الجمهورية الشعبية في عام 1949، لكن الخطاب اختلف في حدته ليعكس انقلاب السياسية المحلية.
في عام 2007، أدلى المتحدث باسم وزارة الخارجية تشين غانغ ببيان حول الفلسفة الدبلوماسية للصين المكونة من ثماني نقاط:
1. لن تسعى الصين للهيمنة. لا تزال الصين دولة نامية وليس لديها موارد للسعي للهيمنة. حتى لو أصبحت الصين دولة متقدمة، فلن تسعى إلى الهيمنة.
2. لن تمارس الصين سياسة القوة ولن تتدخل في الشؤون الداخلية للدول الأخرى. لن تفرض الصين أيديولوجيتها الخاصة على الدول الأخرى.
3. ترى الصين أن جميع الدول، كبيرة كانت أم صغيرة، يجب أن تعامل على قدم المساواة وأن تحترم بعضها البعض. ينبغي لجميع البلدان الاستشارة في جميع القضايا وحلها على أساس المشاركة المتساوية. لا ينبغي لأي بلد أن يتنمر على الآخرين على أساس القوة.
4. ستعطي الصين رأيها في كل قضية في الشؤون الدولية، وكل مسألة على أساس استحقاق الأمر نفسه، ولن يكون لديها معايير مزدوجة. لن يكون للصين سياستان: واحدة لنفسها وأخرى للآخرين. تعتقد الصين أنها لا تستطيع أن تفعل بالآخرين ما لا تريد أن يفعله الآخرون بها.
5. تدعو الصين جميع الدول إلى التعامل مع علاقاتها على أساس ميثاق الأمم المتحدة والقواعد التي تحكم العلاقات الدولية. تدعو الصين إلى تكثيف التعاون الدولي وتعارض السياسة الأحادية. لا ينبغي للصين أن تقوض كرامة وسلطة الأمم المتحدة، ولا ينبغي للصين أن تفرض رغباتها وتضعها فوق ميثاق الأمم المتحدة والقانون الدولي والأعراف.
6. تدعو الصين إلى التفاوض والتشاور السلميين لحل نزاعاتها الدولية. لا تلجأ الصين إلى القوة أو التهديد باستخدامها في حل النزاعات الدولية. تحافظ الصين على حشد عسكري وطني معقول للدفاع عن سيادتها وسلامة أراضيها. فهو ليس مخصصًا للتوسع، ولا تسعى الصين للغزو أو العدوان.
7. تعارض الصين بشدة الإرهاب وانتشار أسلحة الدمار الشامل. الصين عضو مسؤول في المجتمع الدولي، وفيما يتعلق بالمعاهدات الدولية، تلتزم الصين بجميع المعاهدات الدولية بأمانة. لا تتصرف الصين أبدًا وفق معايير مزدوجة، فهي تختار المعاهدات التي تناسبها وتتجاهل التي لا تحتاج إليها.
8. تحترم الصين تنوع الحضارات والعالم بأسره. تدعو الصين الحضارات إلى التبادل الثقافي، والتعلم من بعضها البعض، وإكمال بعضها بعضًا بنقاط قوتها. تعارض الصين الصدامات والمواجهات بين الحضارات، والصين لا تربط أي جماعة إثنية أو دين معين بالإرهاب.

في عام 2011، أوضح وزير الخارجية يانغ جيتشي خططًا «لنهج متكامل» يخدم التنمية الاقتصادية للصين.
في عام 2016، خلال الجلسة الكاملة السادسة للجنة المركزية الثامنة عشرة للحزب الشيوعي الصيني، قدم الأمين العام للحزب شي جين بينغ جهودًا لمزيد من الشفافية في عملية صنع القرار في الحكم المحلي، والتي تمثل أيضًا جهوده في إنشاء صورة إيجابية عن الحزب الشيوعي الصيني في الخارج.
تسبب سياسة شي الخارجية عداءً كبيرًا محسوسًا من الغرب تجاه مسؤولي الحكومة الصينية، وقد جرت الإشارة إلى التحولات داخل البيروقراطية الدبلوماسية الصينية كعوامل تؤدي إلى ظهورها. وتعرف سياسة شي عادة باسم «دبلوماسية الذئب المحارب».
في اجتماعهم السنوي في 13 يونيو عام 2021، انتقد قادة من مجموعة الدول السبع الديمقراطية الصين بشدة بسبب سلسلة من الانتهاكات. كانت مجموعة الدول السبع - الولايات المتحدة والمملكة المتحدة وألمانيا وفرنسا وإيطاليا وكندا واليابان - مترددة في التصرف بشكل منفصل. بضغط من الرئيس الأمريكي جو بايدن، وافقوا بالإجماع على انتقاد حاد، تلاه في اليوم التالي هجوم قوي مماثل بالإجماع من قبل أعضاء الناتو. ركزت الانتقادات على إساءة معاملة أقلية الأويغور المسلمة، والتدمير المنهجي للديمقراطية في هونغ كونغ، والتهديدات العسكرية المتكررة ضد تايوان، والممارسات التجارية غير العادلة، والافتقار إلى الشفافية فيما يتعلق بأصول كوفيد 19. رفضت الصين كل الانتقادات لما تعتبره من مسائل السياسة الداخلية. ومن ناحية أخرى، فإن الدول الناقدة للصين ضرورية بالنسبة للاقتصاد الصيني من حيث الوظائف والاستثمارات ومشتريات الكميات الضخمة من الصادرات.

## انظر ايضاً
- السياسة الخارجية للصين